# Марабу індійський
Марабу індійський або аргала (Leptoptilos dubius) — вид птахів родини лелекових (Ciconiidae).

## Поширення
Історично вид був поширений на більшій частині Південної Азії від Пакистану, Індії та Шрі-Ланки до Борнео, але зараз він розмножується лише у двох популяціях на сході Індії (в Ассамі та Біхарі) та Камбоджі (узбережжя озера Тонлесап). Взимку він мігрує на південь, досягаючи В'єтнаму, Таїланду та М'янми. Індійська популяція оцінюється у 900-1100 птахів, камбоджійська — 150 гніздових пар.

## Опис
Великий птах, заввишки 145-150 см, з розмахом крил 250 см. Спина і крила чорні, а живіт і нижня частина - білясті або блідо-сірі. Рожева голова і шия лисі, неоперені. Дзьоб, жовтого кольору, довгий і міцний. 

## Спосіб життя
Живиться, в основному, жабами та великими комахами, а також пташенятами, ящірками та гризунами. Також живиться падлом. Гніздиться на болотах та інших заболочених місцях тропічних рівнин. Він будує гніздо з гілок на деревах. Часто утворює невеликі колонії. У гнізді три-п'ять яєць. Висиджують яйця і виховують пташенят обоє батьків. Інкубація триває 28-30 днів.